# Vitellozzo Vitelli
Vitellozzo Vitelli (Città di Castello, c. 1458 - Senigallia, 31 de diciembre de 1502) fue un condotiero italiano, señor de Anghiari, Città di Castello, Monterchi y Montone.

## Biografía
Junto a su padre Niccolò, tirano de Città di Castello, y sus hermanos, Paolo y Camillo, todos soldados de fortuna, Vitellozzo instituyó un nuevo tipo de infantería armada con espada y pica para resistir a los hombres de armas alemanes, además de un cuerpo de infantería montada armada con arcabuces. Sirvió a Florencia contra Pisa, y más tarde a los franceses en Apulia en 1496, y a la familia Orsini contra el papa Alejandro VI.
En 1500 los Orsini hicieron las paces con el papa, y el hijo de este, César Borgia, decidido a aplastar a los pequeños tiranos de la Romaña y consolidar el poder papal en la provincia, toma a Vitellozzo a su servicio. El condotiero se distinguió en muchos combates, pero en 1501 avanzó contra Florencia movido por el deseo de vengar a su hermano Paolo, condenado a muerte por traición (1499), contra las órdenes de César. Mientras el Borgia se hallaba en negociaciones con la República, Vitellozzo tomó Arezzo, pero forzado por su amo y los franceses, abandonó la ciudad contra su voluntad. A partir de entonces empezó a albergar sentimientos de hostilidad hacia César Borgia y aspiraciones a gobernar independientemente.
Tomó parte con los Orsini (Giambattista, Paolo y Francesco), su cuñado Oliverotto da Fermo y otros capitanes en la conspiración de La Magione contra los Borgia, que inicialmente consiguió vencerles en la batalla de Calmazzo y tomar algunas ciudades, pero la desconfianza mutua y la incapacidad de los dirigentes ante la energía de César y la promesa de ayuda de Francia desbarataron la conjura. Buscando reconciliarse una vez más con César, Vitellozzo y otros condotieros se apoderaron de Senigallia en su nombre. Sin embargo fueron engañados y arrestados, siendo Vitellozzo y Oliverotto estrangulados aquella misma noche (31 de diciembre de 1502) por Micheletto Corella, el asesino personal de César Borgia. A este trágico final le dedicó Maquiavelo un tratado publicado en 1503 llamado Descripción de la forma en que el duque Valentino tuvo que matar a Vitellozzo Vitelli, Oliverotto da Fermo, el signor Pagolo y el duque de Gravina Orsini.

## Cultura popular
- Vitelli hace una aparición en el cortometraje Assassin's Creed: Ascendance, de Ubisoft, en el que se relata el ascenso al poder de César Borgia.